# Badi (Tanzania)
Badi è una circoscrizione rurale (rural ward) della Tanzania situata nel distretto di Maswa, regione del Simiyu. Conta una popolazione di 16 131 abitanti (censimento 2012).